# Melichthys vidua
Melichthys vidua är en fiskart som först beskrevs av Richardson 1845.  Melichthys vidua ingår i släktet Melichthys och familjen tryckarfiskar. Inga underarter finns listade i Catalogue of Life.